# 1604
1604 (MDCIV) je bilo prestopno leto, ki se je po gregorijanskem koledarju začelo na četrtek, po 10 dni počasnejšem julijanskem koledarju pa na nedeljo.

## Dogodki
- 9. oktober - v ozvezdju Kačenosca zapazijo supernovo SN 1604.
- 17. oktober - Johannes Kepler opazuje supernovo SN 1604.

## Rojstva
- 10. marec - Johann Rudolf Glauber, nemško-nizozemski lekarnar in kemik († 1670)

Brez datuma
- Gadadhara Bhattacharya, indijski (bengalski) nyaya filozof in logik († 1709)
- Islam III. Geraj, kan Krimskega kanata († 1654)

## Smrti
- 22. oktober - Domingo Bañez, španski dominikanski teolog, aristotelijanec (* 1528)